# Masato Fue
Masato Fue (jap. 笛 真人, Fue Masato; * 22. März 1973 in der Präfektur Kagoshima) ist ein ehemaliger japanischer Fußballspieler.

## Karriere
Fue erlernte das Fußballspielen in der Schulmannschaft der Kagoshima Jitsugyo High School. Seinen ersten Vertrag unterschrieb er 1991 bei Mazda. Der Verein spielte in der höchsten Liga des Landes, der Japan Soccer League. Mit Gründung der Profiliga J.League 1992 und der damit verbundenen Neuorganisation des japanischen Fußballs wurde Mazda zu Sanfrecce Hiroshima. 1994 wurde er mit dem Verein Vizemeister der J1 League. 1995 und 1996 erreichte er das Finale des Kaiserpokals. Für den Verein absolvierte er 93 Erstligaspiele. Danach spielte er bei Profesor Miyazaki (2001–2002). Ende 2002 beendete er seine Karriere als Fußballspieler.

## Erfolge
Sanfrecce Hiroshima
- J1 League

Vizemeister: 1994
- Kaiserpokal

Finalist: 1995, 1996